# Lecanora caesiorubella
Lecanora caesiorubella är en lavart som beskrevs av Ach. Lecanora caesiorubella ingår i släktet Lecanora och familjen Lecanoraceae.   Inga underarter finns listade i Catalogue of Life.

## Bildgalleri

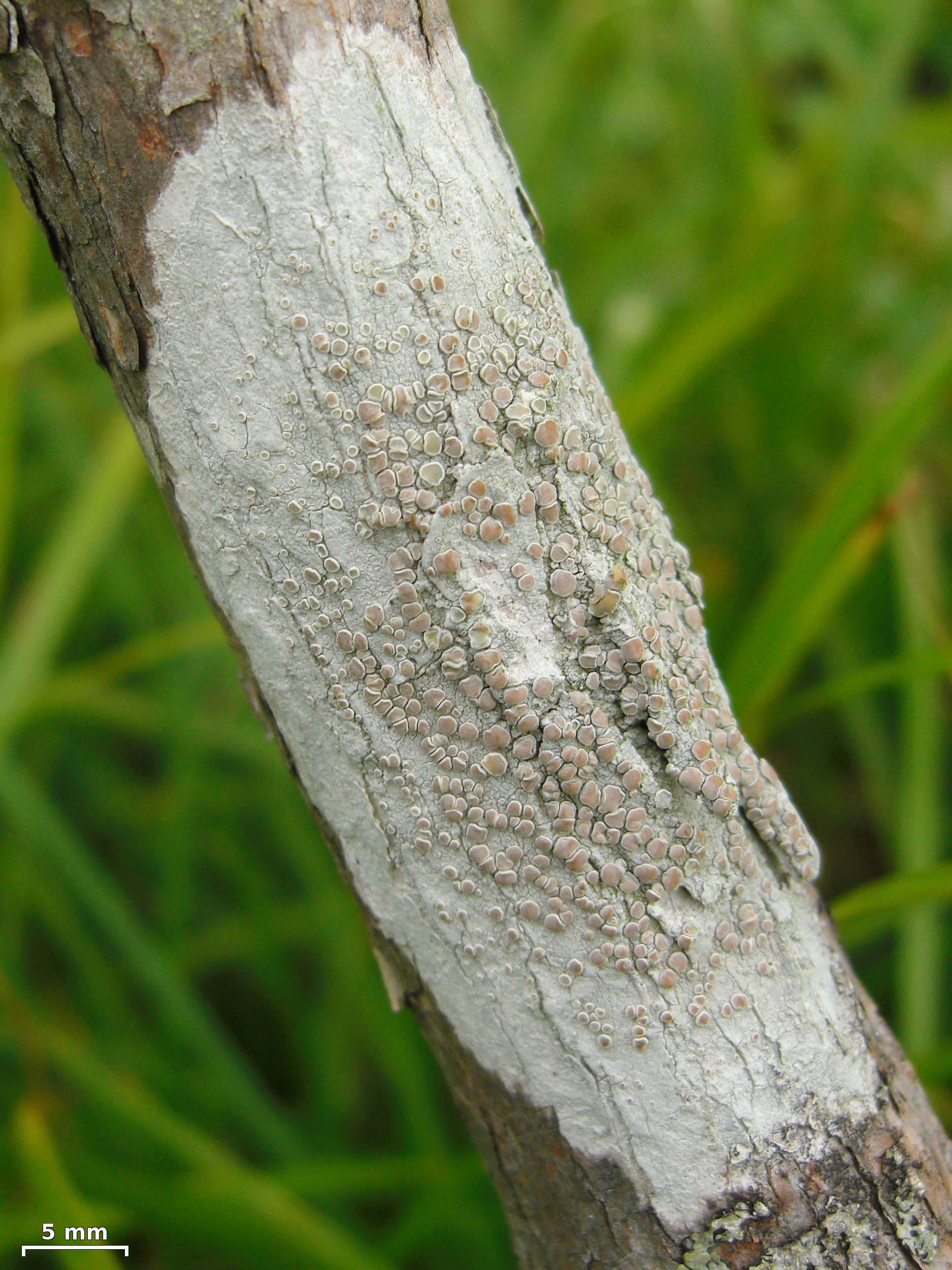
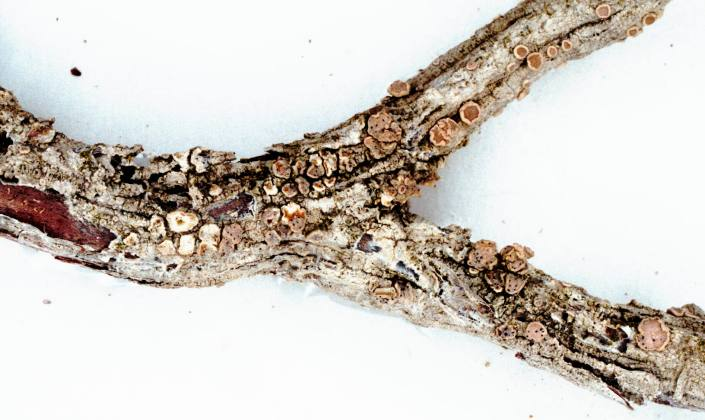
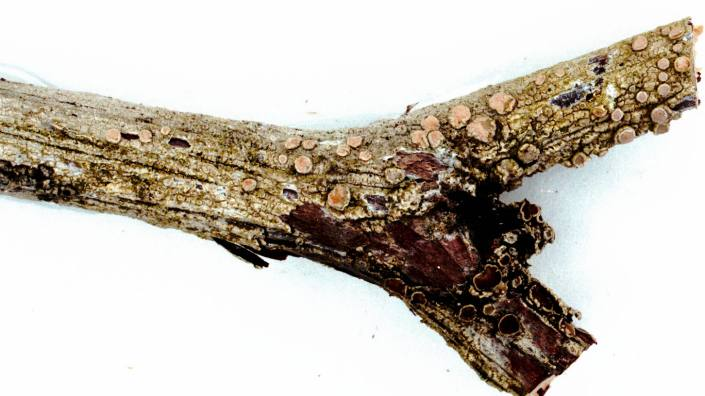
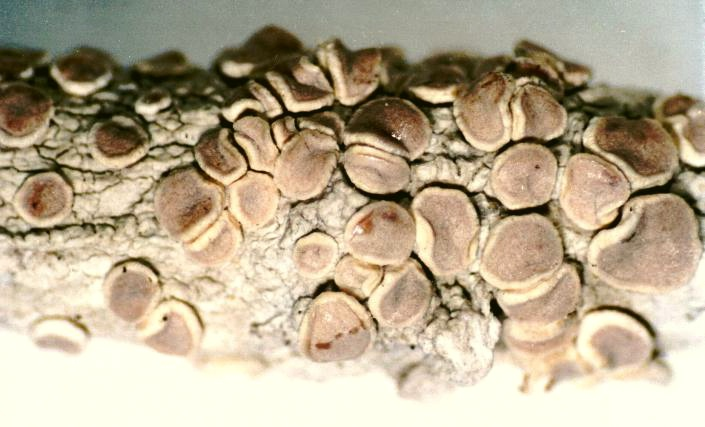
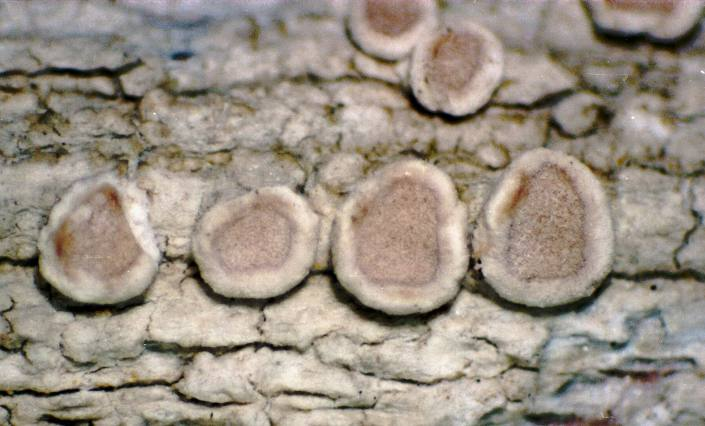
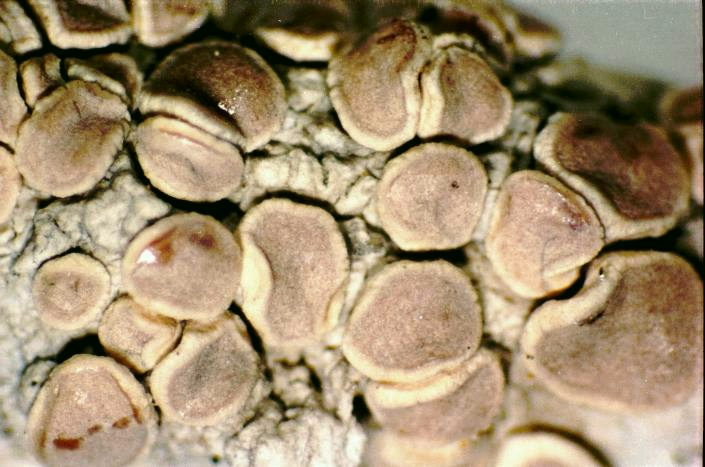
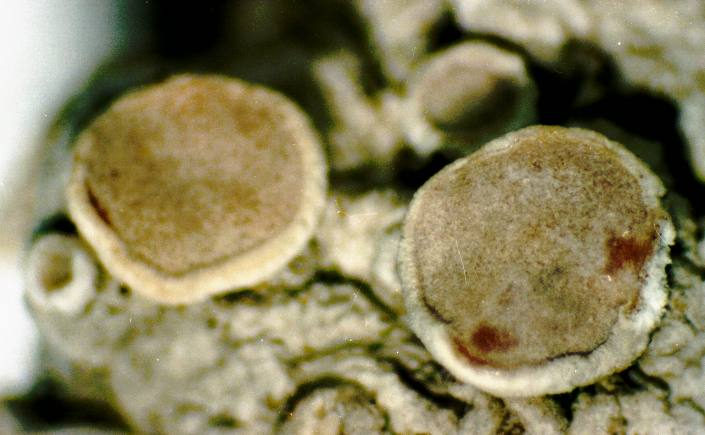
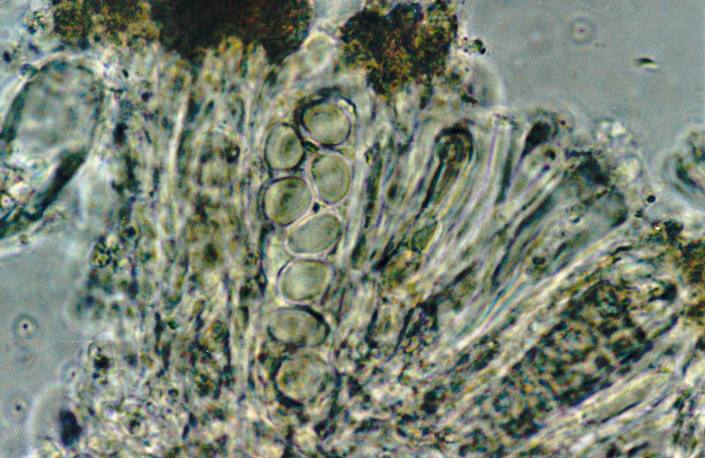
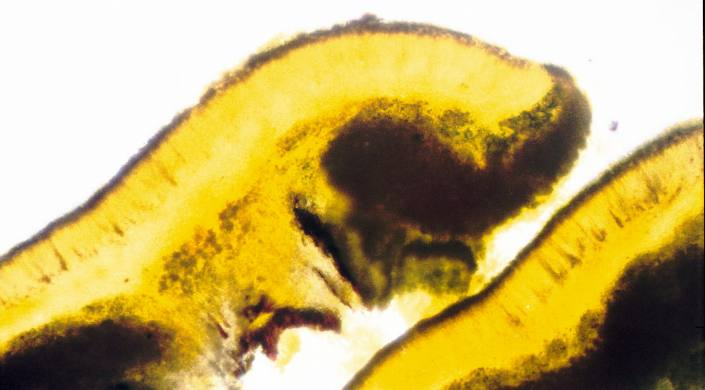
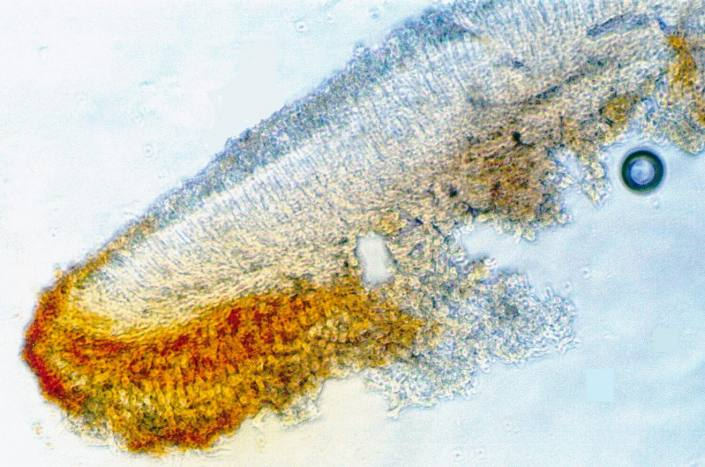
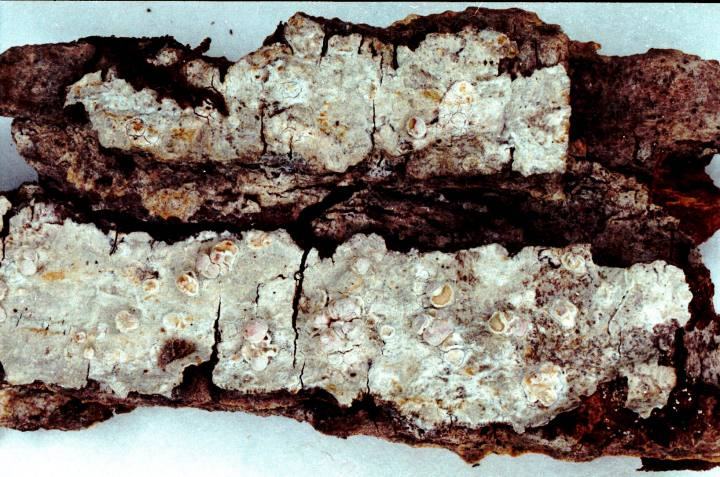